# エレクトリック・ユニヴァース
『エレクトリック・ユニヴァース』（Electric Universe）は、アース・ウィンド・アンド・ファイアーのスタジオ・アルバム。
リーダーのモーリス・ホワイトはEWFの特徴であったホーン・セッション（フェニックス・ホーンズ）と決別し、エレクトリック・サウンドを導入、ダンス・ミュージックに投じた。この当時にはEWFの人気は衰えてきて、転機を図ろうとした作品だが、起死回生にはならず、ビルボード・チャートは40位止まり。このサウンドの転換について、フロントヴォーカルのフィリップ・ベイリーも「なぜホーンズを外したのか、分からない」とコメントしている。
このアルバムを最後に一時活動を休止し、各メンバーはソロ活動に移る。フィリップもこの間にソロ・アルバム『チャイニーズ・ウォール』をヒットさせたが、「モーリスから招集されれば、ソロ活動を止めて参加する」とフィリップはまたコメントしており、モーリスの統一力の高さがみることができる。
結果、このアルバムを最後に活動は一時休止、各メンバーはソロ活動に移る。活動再開は、1987年のアルバムTouch the World（『タッチ・ザ・ワールド』）からとなる。
なお、このアルバムは「壮大なエレクトリック・ユニヴァースからインスピレーションを得た」とライナーノーツにコメントを載せている。
2004年に、DSDデジタル・リマスター版も発表されている。

## 収録曲
| #  | タイトル                                                            | 作詞・作曲                      | 時間 |
| -- | ------------------------------------------------------------------- | ------------------------------- | ---- |
| 1. | 「"Magnetic"」(マグネティック)                                      | M. Page                         | 4:17 |
| 2. | 「"Touch"」(タッチ)                                                 | J. Lind/M. Page                 | 4:54 |
| 3. | 「"Moonwalk"」(ムーンウォーク)                                      | D. Foster/D. O'Connor           | 4:09 |
| 4. | 「"Could It Be Right"」(クッド・イット・ビー・ライト)               | M. White/A. Willis/D. Foster    | 5:11 |
| 5. | 「"Spirit of a New World"」(スピリット・オブ・ア・ニュー・ワールド) | M. White/A. Willis/M. Page      | 4:30 |
| 6. | 「"Sweet Sassy Lady"」(星の妖精)                                    | M. White/M. Vaughn/L. Vaughn    | 4:11 |
| 7. | 「"We're Living in Our Own Time"」(銀河の輝き)                      | M. White/A. Willis/M. Colombier | 5:20 |
| 8. | 「"Electricnation"」(エレクトリックネイション)                      | M. White/M. Page/B. Fairwather  | 4:34 |